# 그냥 거기에 있었다
"그냥 거기에 있었다"(Just Standing There)는 한국에서 제작된 한율 감독의 2005년 영화이다. 임지혜 등이 주연으로 출연하였고 한율 등이 제작에 참여하였다.

## 출연

### 주연
- 임지혜
- 김경일

### 조연
- 오병주
- 정필영
- 이현욱
- 서금석
- 홍정민

## 기타
- 제작부: 정필영
- 조연출: 서금석
- 스크립터: 이은진
- 시각효과부문: 홍정민